# Северноокситанские диалекты
Севернооксита́нские диале́кты (фр. nord-occitan) — группа диалектов окситанского языка, распространённых в центральной и южной частях Франции, а также в некоторых районах Италии. Противопоставлен южноокситанским диалектам (в некоторых классификациях среднеокситанским и гасконскому диалектам). К северноокситанским относят лимузенский (лимузинский), овернский и виваро-альпийский (провансо-альпийский) диалекты.
Употребление северноокситанских диалектов ограничено устным бытовым общением жителей сельской местности, практически все носители диалектов владеют также французским языком (как основным) во Франции и итальянским и пьемонтским языками в Италии.
В «Атласе языков мира, находящихся под угрозой исчезновения» (Atlas of the World’s Languages in Danger) организации UNESCO северноокситанские диалекты отнесены к исчезающим (лимузенский, овернский и виваро-альпийский говор гардиол) и неблагополучным (виваро-альпийский).

## Вопросы классификации

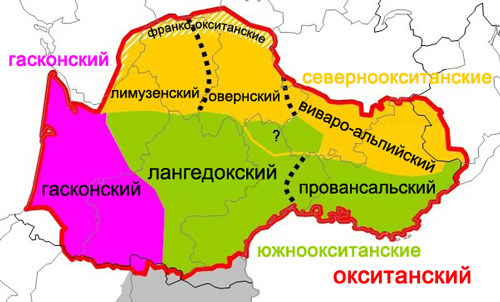
Северные диалекты на карте диалектов окситанского языка

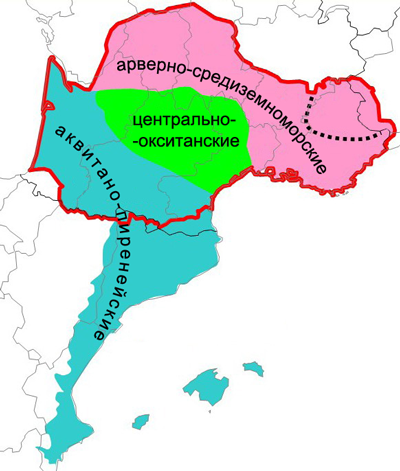
Арверно-средиземноморская группа диалектов

В северноокситанский диалектный ареал включают:
- Лимузенский диалект:
  - Верхнелимузенские говоры;
  - Нижнелимузенские говоры;
  - Перигорские говоры;
  - Говоры Марш.
- Овернский диалект:
  - Нижнеовернские говоры;
  - Верхнеовернские говоры;
  - Говоры Веле.
- Виваро-альпийский диалект:
  - Говоры Виваре, южного Дофине, южных районов Западных Альп, запада Пьемонта и калабрийский говор гардиол.

Некоторые исследователи объединяют с северноокситанскими диалектами провансальский на основании наличия у них ряда общих изоглосс, выделяя тем самым арверно-средиземноморскую группу, которой противопоставляется лангедокский диалект (центрально-окситанский).

## Ареал
Северноокситанские диалекты размещены в северной части окситанского языкового ареала.
Лимузенский диалект распространён в регионе Лимузен — департаменты Крёз, Коррез и Верхняя Вьенна, а также в соседних с Лимузеном районах департамента Дордони региона Аквитания и департамента Шаранты региона Пуату-Шаранта. Овернский диалект распространён в департаментах Алье, Канталь, Верхняя Луара и Пюи-де-Дом административного региона Оверни, а также в крайне восточных районах департаментов Крёз и Коррез региона Лимузен. Виваро-альпийский диалект распространён во Франции: в южной части административного региона Рона-Альпы — в департаментах Ардеш и Дром, а также в южных районах департамента Изер, и в северной части региона Прованс-Альпы-Лазурный Берег — в департаменте Верхние Альпы, в северных районах департамента Альпы Верхнего Прованса и в северо-восточных районах департамента Приморские Альпы, включая различные части исторических областей Дофине, Виваре и Веле; в Италии: в западной и юго-западной частях Пьемонта (провинции Турин и Кунео), а также в коммуне Гуардия-Пьемонтезе провинции Козенца региона Калабрия.
На севере ареал северноокситанских диалектов разделяет с ареалом языков группы ойль полоса переходных франко-окситанских диалектов — «полумесяц» (фр. croissant) — в южных районах областей Ангумуа, Пуату, Марш, Бурбонне и на севере областей Лимузен и Овернь. На северо-востоке с северноокситанскими граничат диалекты франко-провансальского языка. На востоке северноокситанские диалекты выходят за пределы Франции, образуя на северо-западе Италии постепенный переход через окситано-пьемонтские говоры к пьемонтскому языку. На юге северноокситанские диалекты граничат с южноокситанскими — провансальским на юго-востоке и лангедокским — на юго-западе, с которыми образуют единый диалектный континуум.

## Особенности диалектов
Для северноокситанских диалектов характерны следующие языковые особенности:
1. Палатализация G и C перед гласной A (с появлением аффрикат [t͡ʃ] / [t͡s] и [d͡ʒ] / [d͡z]): jalina [d͡ʒalino] «курица» (лат. GALINA)[~ 1], chabra [t͡ʃabro] «коза» (лат. CAPRA) и т. п. В южноокситанских диалектах палатализация отсутствует: gal «петух» (лат. GALLU), cantar «петь» (лат. CANTARE) и т. п.
2. Вокализация конечного L: nadau «рождество» (лат. NATALE);
3. Выпадение интервокальных T и D: amada [ama:] «любимая»;
4. Наличие губно-зубной согласной фонемы /v/;
5. Утрата конечных согласных (кроме виваро-альпийского диалекта), в том числе показателя множественного числа имён -s;
6. Выпадение S перед согласным или его переход в [h], [j]: escola [ehcolo], [ejkolo] «школа» и т. д.